# Stromatopelma calceatum
Stromatopelma calceatum is een spinnensoort in de taxonomische indeling van de vogelspinnen (Theraphosidae).
Het dier behoort tot het geslacht Stromatopelma. De wetenschappelijke naam van de soort werd voor het eerst geldig gepubliceerd in 1793 door Johan Christian Fabricius.